# Potamonautes gerdalensis
Potamonautes gerdalensis là một loài động vật giáp xác thuộc họ Potamonautidae. Loài này có ở Cộng hòa Dân chủ Congo, Kenya, Tanzania, và Uganda. Môi trường sống tự nhiên của chúng là sông ngòi và hồ nước ngọt. Chúng hiện đang bị đe dọa vì mất môi trường sống.